# Любов
Любо́в (коха́ння) — почуття глибокої сердечної прихильності, що охоплює низку потужних і благотворних емоційних і психічних станів, від найвищої чесноти чи доброї звички, глибокої міжособової ніжності до найпростішого задоволення. Прикладом такого розбігу значень є те, що любов до матері відрізняється від любові подружжя, яка натомість відмінна від любові до їжі. Найчастіше під любов'ю розуміється почуття сильного потягу та емоційної прив'язаності.

## Етимологія
Слово «любов» (д.-рус. любовь) за походженням є знахідним відмінком давнішого любы («любов, кохання»). Утворене від дієслова *ljubiti («любити», «бажати») або іменника *ljubъ («милий, любий»). Похідні слова існують у всіх слов'янських мовах: біл. любоў, любіць, рос. любовь, любить, пол. lubić, чеськ. líbiti, верх.-луж. lubić («давати обітницю»), ниж.-луж. lubiś (так само), болг. лю́бя («люблю»), серб. љу́бити/ljubiti, хорв. ljubav, ljubiti, словен. ljúbiti. Праслов'янські *ljubiti, *ljubъ, *ljuby походять від праіндоєвропейського кореня *leubh («любити», «кохати», «бажати»). Споріднені з лит. liaupse («повага», «похвальна пісня») і liaupsinti («вихваляти»), прагерм. *leuba («любий», «приємний»), гот. liufs («любий», «приємний»), lubains («надія») і galaubjan («вірити»), дав.-верх.-нім. liob («любий», «приємний») і lob («похвала»), нім. lieb («любий», «приємний»), Liebe («любов») і liebe («люблю»), дав.-англ. leof («любий») і англ. love («любов», «люблю») і lovely («любий», «приємний»), дав.-інд. lubhyati («жадає») і lobhayati («збуджує бажання»), лат. libet і старолат. lubet, lubere («мені подобається»), алб. laps («бажаю, жадаю»), грец. λυπτα, «люпта» («гетера», «розпусниця»). Висловлювали також версію про германське походження цього слова у слов'янських мовах.
Дієслово «кохати», від якого утворено іменник «кохання», відоме різним слов'янським мовам: біл. кахаць, рос. кохать[джерело?] («доглядати»), чеськ. kochati, пол. kochać, церковнослов. кохати. Походить від прасл. *koxati («доглядати, дбати»), пов'язаного з пра-і.є. *kos/kes («чесати», «скребти»), від якого також йде праслов. *česati («чухати, чесати»). За такого пояснення поняття ідентичне поняттю «грумінг» у поведінці приматів та низки інших ссавців. Не виключений вплив польського значення слова на його українську семантику. Пояснення самого слова як полонізму непереконливе.

## Семантика

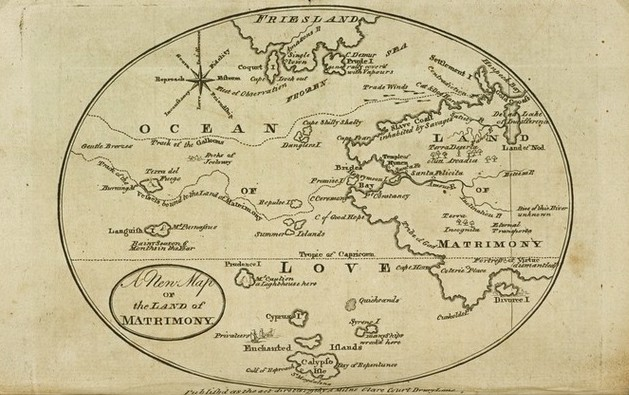
Алегорична мапа Землі шлюбу та Океану кохання, 1798

В українській мові в дорадянські часи семантично розрізняли кохання як пристрасну емоцію та любов як слово загальнішого значення: кохання має тілесний та пристрасний контекст, любов може і не мати контексту пристрасті. Термін любов, зокрема, досить часто використовували у контекстах «любов до Бога», «Божа любов» тощо. Кохання і любов визначали або як стан особистості (закоханість), або як інтенціональну спрямованість на об'єкт любові: є суб'єкт і його почуття до іншого, водночас відкидали контекст «між», допускали наявність одностороннього почуття кохання.
Так, у словнику Б. Грінченка кохання це:
1. любов, любовна пристрасть;
2. улюблений предмет, коханий або кохана;
3. виховання, плекання, вирощування (дітей, тварин, рослин)[7].

У радянські часи слова кохання та любов визнали тотожними і почали визначати як почуття глибокої сердечної прихильності до особи іншої статі. Отож, було здійснено спробу елімінації теїстичного контексту слова «любов», а еротичну інтенціональність кохання обмежили суто гетеросексуальними почуттями (див. також гетеросексизм). Таке тлумачення слова можна побачити й у сучасних українських словниках, хоча це й не відповідає сучасній розмовній українській мові — його вживають і в гомосексуальному контексті, а також до деяких інших стосунків. Також, доведено, що гомосексуали здатні до почуття кохання, як і гетеросексуали.
Серед інших смислових контекстів кохання слід зазначити такі:
- стійке, інтенсивне почуття суб'єкта, фізіологічно зумовлене сексуальними потребами[13];
- відчуття сильного сексуального та романтичного бажання і потягу до людини, з якою індивід схильний утворити пару;
- сексуальна пристрасть, сексуальне спілкування, любовна поведінка[14];
- почуття сильної прихильності, викликане принадливістю або захопленістю іншим, винятковою сердечністю або відданістю до об'єкта;
- ніжність до об'єкта;
- емоційне відчуття схожості або спорідненості з об'єктом[14][15].

## Теорії кохання

### Біологічна теорія
Добре розроблена т. зв. ендорфінна теорія кохання, згідно з якою в організмах людей, поглинених коханням, виділяється велика кількість ендорфіну[якого?], хімічно подібного до морфіну (і також героїну), і це стимулює приємні почуття від стану закоханості.

### Теорія тріади
Психологічні моделі кохання визначають його через наявність тих чи інших емоцій або особистісних складових.
За Робертом Стернберґом (Robert Sternberg), коханню притаманні три ключові ознаки:
- симпатія (інтимна близькість), яка складається із надання й отримання взаємної емоційної підтримки партнерів, а також інших видів поведінки, що складають теплоту у любовних стосунках — відвертого та чесного спілкування, здатності ділитися горем та радістю, відчуття спільного щастя від спілкування, уміння дорожити улюбленою людиною;
- пристрасне захоплення охоплює не тільки сексуальний бік стосунків (хоча і, здебільшого, передбачає його — як своєрідне сексуальне споживання), а також потребу у самоповазі, встановлення стосунків з іншими людьми відповідно до спільних диспозицій любовної пари;
- рішення/зобов'язання (беззмістовне, або ж порожнє (empty) кохання), котре передбачає рішення про те, що певна людина любить іншу, а також зобов'язання у довгостроковій перспективі зберегти це кохання.

Залучення двох людей до любовного зв'язку оцінюється на підставі збігу їхніх тріад; значне відхилення свідчить про дисбаланс і можливість виникнення проблем.
З огляду на модель тріади, кохання може включати одну, будь-які дві або всі три складові. Суто «романтичне» кохання передбачає як глибоку інтимну близькість, так і пристрасне захоплення об'єктом любові, проте не обов'язково із дотриманням зобов'язань; «фатальне» кохання — поєднання пристрасті та зобов'язання любити, але може бути і без повної інтимної близькості; любов-дружба — єдність інтимної близькості та зобов'язань, за відсутності («перегорілості») пристрасті. Найгармонійнішим є, згідно з цією моделлю, довершене кохання як поєднання усіх вимірів тріади.

### Кохання як прив'язаність
Теорія кохання як прив'язаності ґрунтується на гіпотезі, що усі любовні зв'язки повторюють прив'язаність між матір'ю та немовлям. Згідно з таким підходом розрізняють:
- спокійне кохання впевнених у собі людей, яких не турбує можливість опинитися кинутими (56 %);

- неспокійне кохання недовірливих індивідів, які не бажають підпустити до себе надто близько інших людей (25 %);

- кохання, яке можна охарактеризувати як знервоване чи амбівалентне (19 %).

Замкненим, недовірливим людям неприємна занадто велика близькість з ким-небудь і їм важко повністю відкритися партнерові. На відміну від цього знервовані коханці не впевнені у міцності відносин. Їх весь час турбує думка, що партнери насправді їх не кохають або не хочуть залишатися з ними, кохання таких людей часто стає настирливим і нестерпним.

## Типи

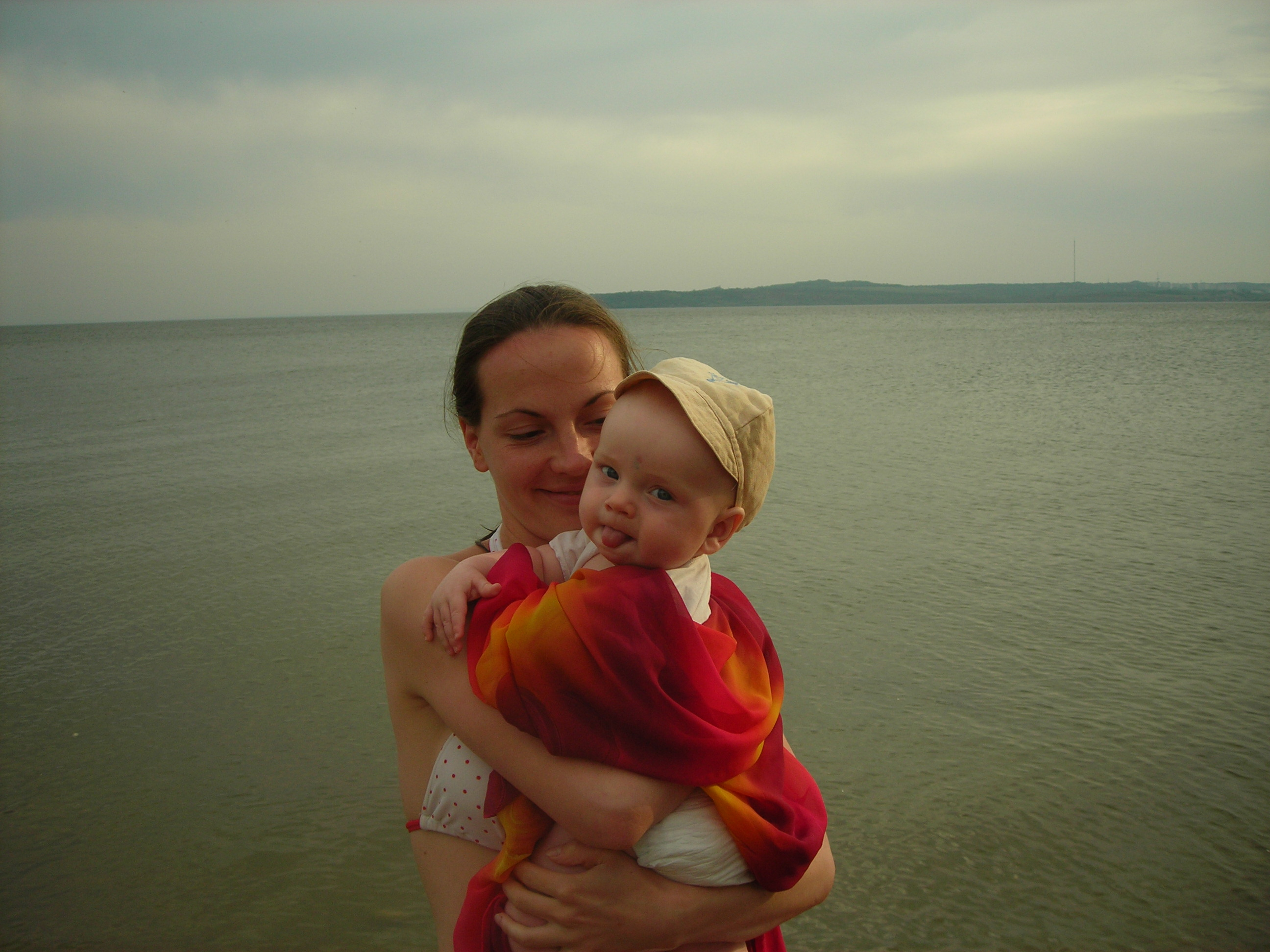
Материнська любов супроводжує людину ціле життя

### У філософії
Філософія говорить про три види кохання (широко застосовувані на означення кохання грецькою мовою): «eros», «filia», «agape».
Ерос — симпатія, потяг, шаленство (наголос «я»), чуттєве кохання, спрямоване на те, аби пережити задоволення, насолоду. Однак, згідно з Платоном, хоча це кохання й проявляється через споглядання тілесної краси, воно має перейти в етап прослави найвищого і божественного буття. В неоплатонізмі ерос є імпульсом, який спонукає душу переступити світ чуттів і розуму.
Філія — дружба, почуття солідарності; має альтруїстичну властивість. Це турбота про особу, яку любимо. Ерос звертається до краси, філія до добра, передовсім морального добра. Філія це духовне особове кохання.
Агапе — має щось виняткове порівняно з еросом і філією: це її походження, її надприродна і божественна суть. Кохання направлене на віддання, дарування без розрахунків.
Ерос, філія та агапе пов'язані між собою. Філія без агапе стає поверховим егоїзмом.

### У християнстві
У християнському вченні розрізняються такі види любові:
Любов-пожадання (лат. eros, amor concupiscentiae) — може мати чисто тілесний, матеріальний зміст, жадана людина має задовольнити тілесні прагнення. Маємо тут справу з коханням, яке отримуєш.
Любов-уподобання (лат. amor complacentiae) наголошує насамперед на почутті захоплення, причарування, визнання. Може поєднуватися з пожадливістю, але може теж бути чистим уподобанням без бажання взяти все для себе. В цій любові є місце на те, щоб «дати», а не лише отримувати, є готовність до жертви.
Любов-доброзичливість (лат. amor benevolentiae) називається також «любов'ю доброї волі» — вона спроможна давати, не сподіваючись на відплату. Суттєвим тут є спрямування волі на здійснення добра для даної особи. Така любов цілком безкорислива.
Любов-дружба (лат. amor amicitiae, filia) або альтруїстична любов. Прагне добра і повноти існування для приятеля. Вимоглива любов, яка наказує долати вади і жити повнотою життя.
Любов  (грец. agape, лат. caritas) — найперша християнська чеснота, і також виявлення дару Святого Духа. Пише Павло у 1-му посланні до Коринтян: «Я ж покажу вам путь ще кращу. Любов ніколи не перестає», а також говорить про любов в контексті інших духовних дарів. Любов є даром, як говорить сам Павло, «найдосконалішим, який ніколи не перестає».

### У мунізмі
У мунізмі (вченні Церкви Об'єднання) любов (кор. 사랑, саран) є центральною та основоположною концепцією, що визначає сутність Бога, мету творення та сенс людського життя. Джерелом будь-якої любові є Бог, чия найглибша природа описується як Серце (кор. 심정, шімджон) — невпинний емоційний потяг любити, дарувати себе об'єкту та відчувати радість від взаємної любові. Бог, що поєднує в собі досконалі чоловічі та жіночі риси, створив людство як Своїх дітей, щоб розділити з ними любов і пережити найвищу радість у стосунках. Таким чином, любов у мунізмі — це не просто емоція, а фундаментальна сила всесвіту, що є основою для існування та розвитку.
Ключовим для реалізації ідеалу любові є концепція «чотирьох сфер серця», яка втілюється в ідеальній сім'ї. Саме в сім'ї людина послідовно навчається та вдосконалює чотири основні типи любові: 
- дитячу (любов до батьків),
- братську/сестринську (любов між братами і сестрами),
- подружню (кохання між чоловіком та дружиною[24]) і, нарешті,
- батьківську (любов до своїх дітей).

Пройшовши ці етапи, людина досягає зрілості серця і стає здатною повною мірою відображати Божу любов. Кінцевою метою є досягнення Істинної любові — абсолютно безкорисливої, жертовної та незмінної любові, що віддає себе заради інших без очікування винагороди. Саме така любов, на думку послідовників, здатна відновити розірвані гріхопадінням стосунки між Богом і людством та побудувати Царство Небесне на землі.

## У психології та сексології

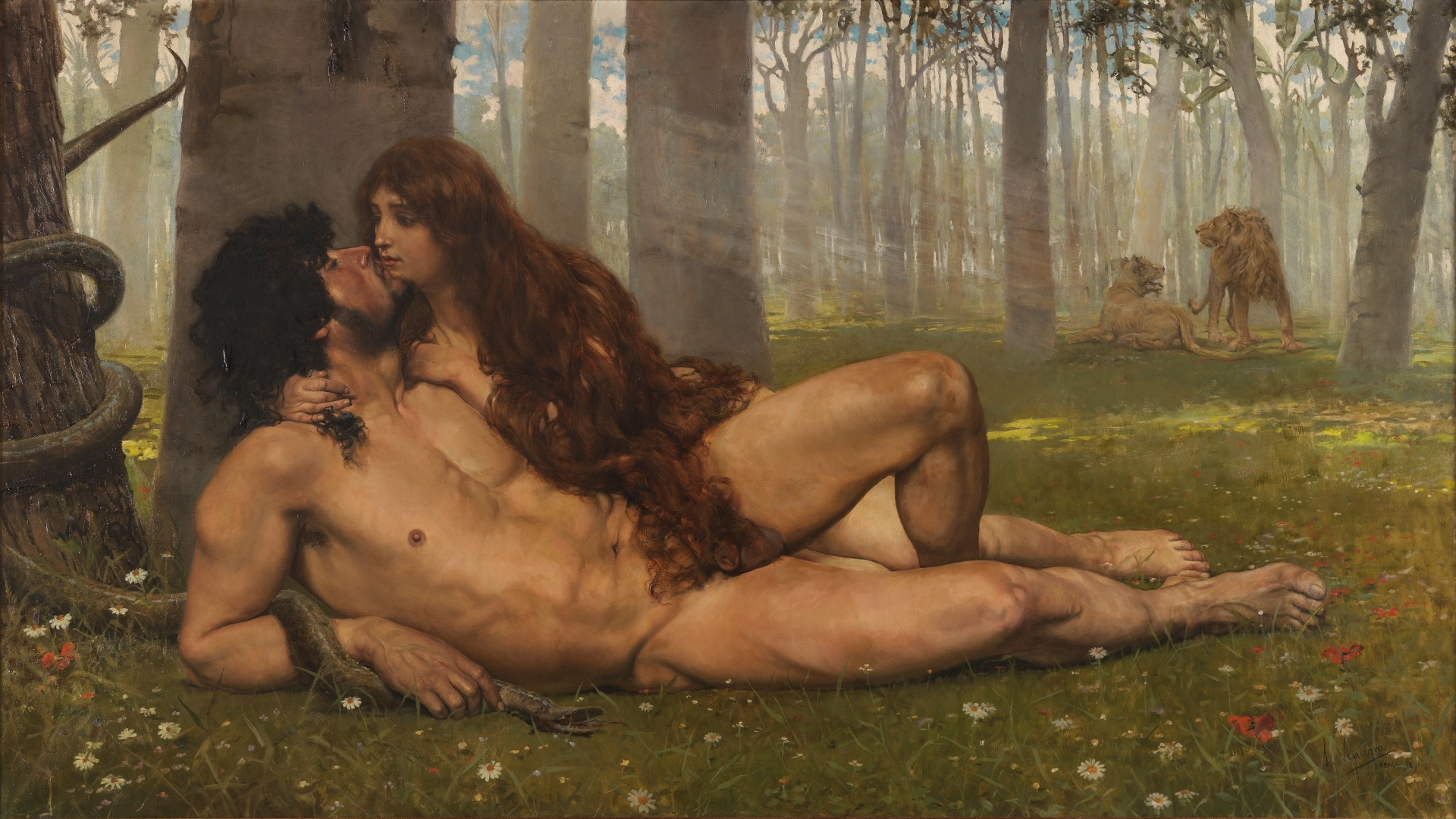
Єва, послухавшись Змія, спокушає Адама.

У психології та сексології, здебільшого, йдеться саме про кохання як емоцію сильної (палкої) прихильності й особистої відданості об'єкту кохання.
Важливими складовими кохання, є повага та турбота, і їх наявність дозволяє відрізнити позитивне кохання від кохання-хвороби, свого роду манії. Частину кохання зазвичай складають відкритість, спільність зацікавлень та бажань (сексуальних чи будь-яких інших), інтенсивність яких може бути виражена у кожному певному випадку різною мірою.
Кохання (у значенні тілесної привабливості, чуттєвої насолоди) — перехідна емоція. У сучасному світі кохання часто розуміють як емоцію чи почуття задоволення. Емоція — усвідомлене тілесне збудження, яке ми відчуваємо після впливу подразника. Емоція має хвилеподібну природу — вона нарощується і зникає. Це складний процес, що має нейрофізіологічний, нервово-м'язовий, феноменологічний чинники. Емоція визначається як підсвідоме явище, насправді нею можна керувати за допомогою вольових зусиль, змінювати силу та плин емоційних реакцій засобами роботи мислення. Агресія та кохання є рушійними енергетичними потенціалами в усьому живому.
Емоція як перша сходинка розвитку оцінки поступово насичується раціонально і набуває морального змісту. Саме завдяки моральній оцінці дитина ділить усе, що відбувається навколо неї, на два протилежні полюси: добро — зло, істина — обман, кохання — ненависть, розум — невігластво, милосердя — жорстокість, честь — ганьба, радість — горе.
Кохання:
- Високий ступінь емоційно позитивного ставлення, що вирізняє об'єкт серед інших і поміщає його в центр життєвих потреб і інтересів суб'єкта (любов до батьківщини, до матері, до дітей, до музики тощо).

- Посилене, сердешне і відносно стійке відчуття суб'єкта, обумовлене сексуальними потребами і що виражається в соціально утвореному прагненні бути з найбільшою повнотою представленим в життєдіяльності іншого так, щоб будити у нього потребу відповідного відчуття тієї ж інтенсивності.

Кохання у своїх інтимних психологічних ознаках, є суспільно-історично обумовленим почуттям, що своєрідно відображає соціальні взаємини і особливості культури, виступаючи як етична основа відносин в інституті шлюбу.
Дослідження онтогенезу і функцій кохання показують, що воно відіграє велику роль у розвитку і становленні особи.
Існує тісний зв'язок індивідуального відчуття кохання з традиціями та нормами суспільства і з особливостями сімейного виховання — обидві ці групи змінних є джерелом прийнятих суб'єктом способів інтерпретації своєї поведінки.
У психології робилися неодноразові спроби дослідження внутрішньої структури кохання в цілому та окремих її компонентів. Найважливішим з отриманих результатів є встановлення зв'язку між здатністю кохати та ставленням суб'єкта до самого себе. Цей і ряд інших аналогічних фактів, а також роль кохання в створенні сім'ї, роблять кохання винятково важливим для психотерапії і психологічного консультування, для виховання і самовиховання особи.

## У фізіології
Вентральна тегментальна область виробляє дофамін, природний стимулятор, і відправляє його в різні частини мозку, коли людина закохана. Той же самий відділ мозку задіяний при наркотичному сп'янінні від кокаїну.
Тривалість кохання у міжстатевих стосунках:
- романтичне кохання, як правило, діє протягом від 18 місяців до 3-х років;
- спокійне кохання в шлюбі може тривати 10 років

Допамін — ось що викликає ейфорію, веде до безсоння, втрати апетиту і припливу емоцій. Іншими словами, сприяє зародженню почуття кохання, вважає антрополог університету Ратджерса Гелен Фішер. На її думку, різні речовини нейрохімії впливають на три стадії в розвитку стосунків між чоловіком та жінкою. Так, за фізичний потяг відповідають відповідні гормони, за пристрасну закоханість — допамін. А тривалі стійкі стосунки, які Фішер тлумачить як прив'язаність, утворюються завдяки серотоніну і гормонам типу окситоцину.
Серотонін — ще один нейромедіатор мозку, пов'язаний з одержимістю, депресією і нав'язливими думками — теж діяльно бере участь у любовних романах і скачуванні допаміну.
Виявилось, що в людей, які недавно зустріли свою любов, і в людей, які страждають нав'язливим неврозом, однаково низький рівень медіатора серотоніну. Іншими словами, допамін пригнічує серотонін, що, водночас, викликає нав'язливі стани.
Окситоцин та інші хімічні речовини вторгаються в мозок, щоб у вас із вашим коханим (коханою) почалися спокійні, міцні стосунки.
Пристрасна любов не може тривати вічно, серед іншого і з біохімічних причин, стверджують учені. Дія біологічно активних речовин, що визначають емоційне ставлення до «предмета», з часом стає менш вираженою — а значить, знижується і потяг. На думку різних дослідників, це відбувається на 2 — 4 рік сумісного життя — період, коли, за статистикою, і відбувається велика кількість розлучень.
Вирізняють кілька етапів емоційної прив'язаності. Перший — виникнення потягу. У цей проміжок визначальне значення для вибору Вашої другої половини, на думку дослідників, мають особливі запахи, або феромони.
Другий етап — власне закоханість, або захоплення. На думку різних учених, він триває від року до трьох років. На цій стадії стимулюючу дію на мозок надає фенілетиламін, а також, можливо, дофамін і норадреналін. Фенілетиламін підсилює процеси метаболізму в організмі людини і знижує апетит. До речі, він присутній у деяких природних речовинах, як-от какао.
Перераховані речовини стоять в одному ряду з так званими амфетамінами — збуджувальними засобами, під впливом яких виникає піднесений настрій та ейфорія. Тому неспокій, збуджений стан, безсоння, втрата апетиту, нездатність зосереджувати увагу і зміни настрою — цілком звичайні ознаки закоханого стану. Скупчення допаміну в голові підвищується також під впливом алкоголю. Тому недивно, що якийсь час ви можете відчувати себе в прямому значенні сп'янілим.
Після закоханості, як стверджують біохіміки, настає наступний етап — прив'язаність. Вона також визначається дією різних хімічних речовин у головному мозку. Прив'язаність виникає не відразу, а лише з часом, у міру адаптації організму до хімічних речовин амфетамінного ряду. Приблизно після закінчення двох років із тієї миті, як людина закохалася, група хімічних речовин седативної дії, яка називається ендорфінами, починає вироблятися в головному мозку, щоб протистояти високому рівню фенілетиламіна. Заспокійлива дія ендорфінів дає людині можливість розслабитися і відчути себе затишно і впевненіше.
Гормон окситоцин називають інколи «гормоном вірності». Як вважають науковці, він відіграє важливу роль у підтримці стійких стосунків між подружжям.
«Проходить не кохання, а пристрасть, палка закоханість. На зміну їй може прийти глибше почуття, яке теж можна назвати коханням, а можна — відданістю, прив'язаністю, пошаною, звичкою жити разом. Це цілком природний хімічний процес»[джерело?].

## Кохання
«О, любове! Найтаємніша, наймогутніша сила всього творіння! Ти сонцем опромінюєш понуру темряву буття! Ти жагучим огнем розтоплюєш лід холодної дійсності! Ти непоборною рукою рвеш кайдани злоби, самолюбства й жорстокості! Де ти цариш, там гомонить пісня щастя, там ллються промінні сльози захопленої радості й одушевлення! Стужені, зболілі, розбиті душі, що блукають самітно по сумних розпуттях життя, находять у тобі цілюще джерело найсвятішої єдності й сонячного змагання! Вічно жий, любове, ти глибока нерозгадана загадко буття! Роди на руїнах старого новий світ, а з нового світу рай сотвори». Осип Турянський, памфлет «Дума пралісу», 1921 рік.

### Види

Ромео і Джульєта (Френк Діксі, 1884)

Романтичне кохання — це сильне почуття, що супроводжується вихором емоцій — від жаги до ревнощів та страждання. При цьому індивід майже повністю занурюється в іншу людину.Саме таке кохання оспіване у прозі та віршах, музиці та живописі на всіх етапах історії людства. Д. Теннов (Dorothy Tennov) запропонувала називати найпалкішу форму романтичного кохання лімерентністю.
Романтичне кохання розвивається згідно з певним циклом. Часто, хоча і не завжди, воно розпочинається з готовності кохати. Стадія «зародження закоханості» зазвичай, плавно переходить у стадію «закоханості», для якої притаманні оптимізм, бурхлива радість і відчуття, що так буде завжди. Ця стадія переважно буває швидкоплинною, змінюючись перехідним періодом, коли закохані вперше починають помічати недосконалість і промахи один одного, відчувають нудьгу або роздратування. На цій стадії можливі суперечки, які іноді дістають вирішення, а партнерські взаємини зберігаються; іноді ж вони тимчасово притлумлюються (напружене перемир'я); інколи на цьому кохання завершується. Романтичне кохання може відновлюватись, зникати або переходити у любов-дружбу.
Любов-дружба заснована на спільних зацікавленнях, прив'язаності, довірі, турботі один про одного і духовній єдності. Найвластивіша для подружніх та інших тривалих і надійних зв'язків. Будучи реалістичнішою, менш вимогливою, ніж романтичне кохання, вона надає можливість продовжувати спільне життя — працювати, виховувати дітей, мати різні захоплення, відпочивати із друзями.
Хоча кохання, ймовірно, має біологічну основу, — це перш за все психосоціальне явище. У західній культурі кохання тісно пов'язане із сексом і шлюбом, однак як перше так і друге, можуть існувати без кохання.
Секс без кохання може бути таким же повноцінним, як секс за його наявності, так само як кохання без сексу цілком влаштовує окремих людей. Рішення, пов'язані з сексом, найкраще ухвалювати, ґрунтуючись на власних цінностях й установках. Отож, кохання не додається до шлюбу автоматично; так само шлюб не може сам собою виникнути через кохання. Щоб утримати кохання, необхідне активне співробітництво двох людей: для того, щоб «отримати» кохання, дуже корисно почати з того, щоб самому «давати» його.

### Вибір об'єкта кохання
Вибір коханих та супутників життя, здебільшого здійснюється за такими ознаками:
Близькість. Чим ближчі індивіди один до одного, тим більш імовірно, що вони познайомляться та у них виникне прив'язаність.
Фізична привабливість залежить від особистих смаків, однак вагоме значення все ж відіграє естетична складова. Елен Гетфілд визнає щонайменше три причини, чому у людини є потяг до вродливих людей:
- естетичне задоволення від гарної зовнішності партнера;

- престижність — мати миловидного супутника славніше, ніж некрасивого;

- стереотипність — більшість людей вважає, ніби гарні люди мають соціально бажаніші риси особистості, їхнє життя відбувається щасливіше та успішніше порівняно із життям непривабливих людей.

Схожість. Люди частіше закохуються у тих, з ким вони мають багато спільного і в соціальному походженні, і в освіті, цінностях, інтересах та поглядах. Серед причин, чому нам подобаються і викликають закоханість схожі на нас люди, вирізняють такі: у власному житті ми частіше стикаємося зі схожими людьми, ніж з несхожими; існує певний суспільний тиск, через який нас спонукають до взаємодії зі схожими особами; затрати та наслідки взаємодії зі схожими людьми менші та тягнуть більшу винагороду, оскільки схожі індивіди підтримують наші уявлення щодо навколишньої дійсності.
Проте, інколи люди закохуються у досить несхожих, навіть протилежних собі індивідів. Згідно з теорією комплементарних потреб (доповнювальних потреб) Р. Уінча (Robert Winch), вибір супутника часто ґрунтується на принципі «протилежності притягуються». У виборі пари кожен індивідуум шукає того, від кого чекає якнайбільше задоволення власних потреб. Партнери повинні мати схожі соціальні риси, однак психологічно доповнювати один одного. Задоволення та винагорода розцінюються як сили, що сприяють зближенню партнерів. Далеко не кожен може знайти супутника, який би повністю задовольнив його потреби. Проте, люди часто закохуються у тих, хто врівноважує та/або доповнює їхні власні особистісні риси та потреби. Відповідно до цієї теорії, наприклад, привабливою для владного чоловіка може бути лагідна жінка, а спокійному і м'якому чоловікові, подобаються наполегливі і прямолінійні жінки.
Проте, емпіричні дані вказують, що вибір за схожістю поширеніший, ніж вибір за доповненням.

## Афоризми
- Любов до батьківщини — перша чеснота цивілізованої людини. — Наполеон

- Та людина, яку ти любиш у мені, звичайно, краща за мене: я не такий. Але ти люби, і я намагатимусь бути кращим. — Михайло Пришвін

- Можливо, в цьому світі ти всього лише людина, але для когось ти — весь світ. — Габрієль Гарсія Маркес

- Скільки років кохаю, а закохуюсь в тебе щодня. — Ліна Костенко

## Дні року присвячені коханню
- Любов (Агапе) — Римська, 9-річна дівчина підліток, християнська мучениця, що постраждала в гоніннях імператора Адріана, одна з трьох дочок, разом з Вірою і Надією, святої Софії Римської. Дні пам'яті в Православній церкві 17 (30) вересня, в Католицькій 1 серпня і 30 вересня.
- 14 лютого — міжнародний день всіх закоханих, День Святого Валентина

| |  |  |
| Національний банк України випустив пам'ятну монету "Кохання" номіналом 5 гривень, введену в обіг 14 лютого 2024 року до Дня Святого Валентина. |  |  |

## Цікаві факти
Авіценна вважав кохання захворюванням.
Любов внесена до реєстру захворювань Всесвітньою організацією охорони здоров'я. Міжнародний шифр хвороби — F.63.9 іменується, як «Розлади звичок та спонукань, неуточнені».
Загальні симптоми:
- Нав'язливі думки про іншого;
- Різкі перепади настрою;
- Перевищене почуття власної гідності;
- Себежаль;
- Безсоння, переривчастий сон;
- Необдумані, поривні вчинки;
- Перепади артеріального тиску;
- Головні болі;
- Алергічні реакції;
- Синдром нав'язливої ідеї.